# Aplidium effusum
Aplidium effusum is een zakpijpensoort uit de familie van de Polyclinidae. De wetenschappelijke naam van de soort is voor het eerst geldig gepubliceerd in 1816 door Marie Jules César Savigny.
Savigny meldde dat de soort voorkwam op rotsen in de Golf van Suez.